# 第六届音乐风云榜颁奖盛典
第六届音乐风云榜颁奖盛典于2006年4月2日在北京展览馆剧场举行，由何炅、黄子佼主持，吴佩慈担任嘉宾主持。刘欢、向雪怀、吴楚楚担任评审团主席。

## 得奖名单
| 奖项                                                                               | 得奖                                                               | 提名 | 颁奖嘉宾             |
| ---------------------------------------------------------------------------------- | ------------------------------------------------------------------ | --- | -------------------- |
| 内地最佳男歌手                                                                     | 汪峰                                                               | - 黄征《一个人的战役》 - 李泉《划火柴的女孩》 - 孙楠《忘不了你》 - 汪峰《怒放的生命》 - 杨坤《2008》 | 蔡少芬、黄舒骏       |
| 港台最佳男歌手                                                                     | 陶喆                                                               | - 陈奕迅《怎么样》《U87》 - 林俊杰《编号89757》 - 陶喆《太平盛世》 - 王力宏《心中的日月》 - 周杰伦《11月的萧邦》 | 蔡少芬、黄舒骏       |
| 内地最佳女歌手                                                                     | 韩红                                                               | - 韩红《感动》 - 田震《38度5》 - 王蓉《多爱》 - 赵薇《Double 双》 - 周迅《偶遇》 | 谢贤、郭可盈         |
| 港台最佳女歌手                                                                     | 孙燕姿                                                             | - 蔡依林《J-Game》 - 陈绮贞《华丽的冒险》 - 梁静茹《丝路》 - 刘若英《光》 - 孙燕姿《完美的一天》 | 谢贤、郭可盈         |
| 最佳流行乐团及组合                                                                 | 羽泉                                                               | - F.I.R《无限》 - S.H.E《不想长大》 - 五月天《知足》 - 信乐团《带刺的蝴蝶》 - 羽泉《三十》 | 任泉、陈怡蓉         |
| 内地最佳专辑                                                                       | 羽泉《三十》                                                       | - 群星《礼物》 - 孙楠《忘不了你》 - 汪峰《怒放的生命》 - 羽泉《三十》 - 赵薇《Double 双》 | 庾澄庆、张亚东       |
| 港台最佳专辑                                                                       | 陶喆《太平盛世》                                                   | - 光良《童话》 - 林俊杰《编号89757》 - 陶喆《太平盛世》 - 王力宏《心中的日月》 - 周杰伦《11月的萧邦》 | 庾澄庆、张亚东       |
| 内地最佳歌曲                                                                       | 群星《礼物》                                                       | - 曹方《遇见我》 - 群星《礼物》 - 王蓉《哎呀》 - 羽泉《哪一站》 - 羽泉《人间》 | 阿牛、陈松伶         |
| 港台最佳歌曲                                                                       | 光良《童话》                                                       | - 光良《童话》 - 林俊杰《一千年以後》 - 孙燕姿《完美的一天》 - 周杰伦《髮如雪》 - 周杰伦《夜曲》 | 阿牛、陈松伶         |
| 内地最受欢迎男歌手                                                                 | 孙楠                                                               | 孙楠、薛之谦、何炅、胡彦斌、羽泉 | 吴佩慈、胡歌         |
| 内地最受欢迎女歌手                                                                 | 周笔畅                                                             | 周笔畅、黄雅莉、李宇春、张靓颖、赵薇 | 吴佩慈、胡歌         |
| 港台最受欢迎男歌手                                                                 | 周杰伦                                                             | 周杰伦、林俊杰、罗志祥、谢霆锋、王力宏 | 吴佩慈、陈柏霖       |
| 港台最受欢迎女歌手                                                                 | 孙燕姿                                                             | 孙燕姿、蔡依林、S.H.E、王心凌、张韶涵 | 吴佩慈、陈柏霖       |
| 内地最佳唱作人                                                                     | 羽泉                                                               | - 曹方《遇见我》 - 李泉《划火柴的女孩》 - 汪峰《怒放的生命》 - 杨坤《2008》 - 羽泉《三十》 | 陈晓东、张智霖       |
| 港台最佳唱作人                                                                     | 陶喆                                                               | - 陈绮贞《华丽的冒险》 - 林俊杰《编号89757》 - 陶喆《太平盛世》 - 王力宏《心中的日月》 - 周杰伦《11月的萧邦》 | 陈晓东、张智霖       |
| 内地最佳新人                                                                       | 金莎                                                               | - 爱乐团《天涯》 - 范冰冰《刚刚开始》 - 金莎《空气》 - 牛奶咖啡《燃烧吧小宇宙》 - 张含韵《我很张含韵》 | 羽泉                 |
| 港台最佳新人                                                                       | 柯有伦                                                             | - 柯有伦《ALAN柯有伦》 - 李玖哲《影子》 - 石康军《火光》 - 同恩《做自己》 - 杨丞琳《暧昧》 | 羽泉                 |
| 内地最佳作词                                                                       | 梁芒《礼物》                                                       | - 文雅《放假了》 - 梁芒《礼物》 - 王蓉《爸爸妈妈》 - 杨坤、梁芒《我比从前更寂寞》 - 羽泉《哪一站》 | 陈琳、李泉           |
| 港台最佳作词                                                                       | 方文山《发如雪》                                                   | - 陈宇佑《心中的日月》 - 方文山《发如雪》 - 李焯雄《孙子兵法》 - 李瑞洵《一千年以后》 - 林夕《眼泪成诗》 | 陈琳、李泉           |
| 内地最佳作曲                                                                       | 火星电台（周迅《偶遇》）                                           | - 曹方《遇见我》 - 杨坤《我比从前寂寞》 - 火星电台《偶遇》 - 汪峰《怒放的生命》 - 王蓉《哎呀》 | 方文山、叶蓓         |
| 港台最佳作曲                                                                       | 陶喆（陶喆《爱我还是他》）                                         | - 戴佩妮《爱疯了》 - 光良《童话》 - 林俊杰《一千年以后》 - 陶喆《爱我还是他》 - 周杰伦《发如雪》 | 方文山、叶蓓         |
| 内地最佳编曲                                                                       | Mac Chew、毕晓世 (金莎《空气》)                                    | - Mac Chew、毕晓世 (金莎《空气》) - 李延亮、牛魔王 (李延亮《梨花又开放》) - 王晓东 (曹方《遇见我》) - 钟兴民、黄中岳 (羽泉《哪一站》) - 郭亮(陈琳《雨夜》)                                                           | 王恩琦、张佑赫       |
| 港台最佳编曲                                                                       | 蔡政勋、陈建玮、许环良 (林俊杰《一千年以后》)                      | - Terence Teo (F.I.R《千年之恋》) - 蔡政勋、陈建玮、许环良 (林俊杰《一千年以后》) - 林迈可 (周杰伦《发如雪》) - 陶喆 (陶喆《孙子兵法》) - 王力宏 (王力宏《Forever Love》)                                            | 王恩琦、张佑赫       |
| 内地最佳制作人                                                                     | 火星电台 (周迅《偶遇》)                                            | - 火星电台 (周迅《偶遇》) - 李泉 (李泉《划火柴的女孩》) - 梁剑峰、郭亮 (杨坤《2008》) - 汪峰 (汪峰《怒放的生命》) - 小柯、曹方 (曹方《遇见我》)                                                                      | 丁薇、张洪量         |
| 港台最佳制作人                                                                     | 陶喆 (陶喆《太平盛世》)                                            | - 贾敏恕、孙燕姿、F.I.R、五月天、李伟菘 (孙燕姿《完美的一天》) - 陶喆 (陶喆《太平盛世》) - 王力宏 (王力宏《心中的日月》) - 许环良、黄韵玲、吴剑泓、David Koon (陶晶莹《走路去纽约》) - 周杰伦 (周杰伦《11月的萧邦》) | 丁薇、张洪量         |
| 最佳摇滚歌手                                                                       | 崔健                                                               | - 崔健《给你一点颜色》 - 李延亮《梨花又开放》 - 田震《38度5》 - 汪峰《怒放的生命 - 信《Special thanks to...》 | 黄贯中、峦树         |
| 最佳摇滚乐队                                                                       | 与非门                                                             | - 果味VC《来自VC的礼物》 - 声音碎片乐队《优美的低于生活》 - 信乐团《带刺的蝴蝶》 - 与非门《A逻辑》 - 零点乐队《风雷动》                                                                                              | 黄贯中、峦树         |
| 最佳摇滚新人                                                                       | 牛奶咖啡                                                           | - 重塑雕像的权利《CUT OFF！》 - 军械所《斗争》 - 牛奶咖啡《燃烧吧，小宇宙》 - 信《Special thanks to...》 - 星期三的旅行《Secret Mission》                                                                            | 黄贯中、峦树         |
| 最佳摇滚专辑                                                                       | 群星《礼物》                                                       | - 崔健《给你一点颜色》 - 李延亮《梨花又开放》 - 果味VC《来自VC的礼物》 - 群星《礼物》 - 汪峰《怒放的生命》 | 高旗、赵明义         |
| 最佳摇滚歌曲                                                                       | 群星《礼物》                                                       | - 崔健《蓝色骨头》 - 崔健《红先生》 - 群星《礼物》 - 群星《想念》 - 汪峰《怒放的生命》 | 高旗、赵明义         |
| 最佳录影带                                                                         | 光良《童话》                                                       | - 蔡依林《野蛮游戏》 - 光良《童话》 - 孙燕姿《完美的一天》 - 陶喆《爱我还是他》 - 赵薇《我和上官燕》 |                      |
| 最佳影视歌曲                                                                       | 韩红、孙楠《美丽的神话》(《神话》)                                 | - 韩红、孙楠《美丽的神话》(《神话》) - 金城武、周迅《十字街头》(《如果爱》) - 张学友《如果爱》(《如果爱》) - 周杰伦《一路向北》(《头文字D》) - 周杰伦《漂移》(《头文字D》)                                           |                      |
| 粤语最佳女歌手                                                                     | 林忆莲                                                             | - 林忆莲《本色》 - 卢巧音《天演论》 - 容祖儿《Bi-Heart》 - 卫兰《Day & Night》 - 杨千嬅《Single》 |                      |
| 粤语最佳男歌手                                                                     | 陈奕迅                                                             | - 陈奕迅《U87》 - 古巨基《星战》 - 李克勤《空中飞人》 - 谭咏麟《星光大道》 - 郑中基《无奈》 |                      |
| 粤语最佳专辑                                                                       | 陈奕迅《U87》                                                      | - 陈奕迅《U87》 - 林忆莲《本色》 - 卢巧音《天演论》 - 容祖儿《Bi-Heart》 - 杨千嬅《Single》 |                      |
| 粤语最佳新人                                                                       | 王菀之                                                             | - Soler《双声道》 - 侧田《Justin》 - 蓝奕邦《不要人见人爱》 - 王菀之《Ivana》 - 卫兰《Day & Night》 |                      |
| 三地联颁大奖 - 音乐风云榜（内地） - CASH金帆音乐奖（香港） - G-music风云榜（台湾） | - 男歌手：周杰伦 - 女歌手：孙燕姿 - 最佳专辑：周杰伦《11月的萧邦》 | | 刘欢、陈少琪、高小培 |
| 年度风云大奖                                                                       | 超级女声                                                           | | 王长田               |
| 终身成就奖                                                                         | 庄奴、乔羽                                                         | | 刘欢、向雪怀、吴楚楚 |

## 表演环节
- 胡彦斌《皇帝》
- 黄舒骏《改变2005》
- 金莎、王恩琦、廖隽嘉、牛奶咖啡《青苹果乐园》《失恋战线联盟》
- 张佑赫表演
- 周笔畅《天鹅》
- 同恩、叶蓓、黄舒骏《20 30 40》
- 柯有伦、信乐团《如果还有明天》《带刺的蝴蝶》
- 林志炫、陈琳《小城思念》
- 孙楠歌曲串烧
- 孙燕姿《梦不落》
- 超级女声选手《红日》

## 争议
因花儿乐队卷入“抄袭事件”，评审团主席刘欢公开宣布取消其参评资格，原先入围的内地最佳歌曲、最佳摇滚乐队、内地最佳编曲、内地最佳作词、内地最佳作曲5项提名均被取消。